# Weißenberg
Weißenberg (szorb nyelven Wóspork) város Németországban, azon belül Szászország tartományban. Lakosainak száma 3068 fő (2023. december 31.). Weißenberg Hochkirch, Vierkirchen, Löbau, Kubschütz, Malschwitz és Hohendubrau községekkel határos.

## Népesség
A település népességének változása:
| Lakosok száma | 3157 | 3133 | 3046 | 3062 | 3068 |
|               | 2017 | 2019 | 2021 | 2022 | 2023 |